# タンアン
タンアン（ベトナム語：Thành phố Tân An / 城庯新安）はベトナムのメコンデルタ地方のロンアン省の省都である。2009年8月26日に町から市に昇格した。人口は2019年時点で181,327人で、面積は81.79km2である。ホーチミン市の47km南西に位置する。南部鍵経済地域に属する。主要河川や道路がタンアン中心部を通る為、メコンデルタ地方の経済的入口である。

## 歴史
1705年、地域開発の為にメコンデルタ地方の川を制御する試みが始まった。
1800年、メコンデルタ地方は全て阮朝の支配下に入った。
1802年、阮朝はバオディン運河の終点でヴァムコ川をタンアンに導いた。

1889年12月、フランス領インドシナはザーディン省を4つに分割し、タンアンと周辺自治体をタンアン省としてまとめた。
1945年、ハノイで起きたベトナム八月革命を受け、タンアンの共産主義者は南部で初めて8月21日に決起した。

1956年10月、ゴ・ディン・ジエム大統領の指示で、タンアン省はロンアン省に併合された。
1967年、タンアンにはベトナム戦争の為にアメリカ軍第9歩兵隊の司令部が置かれた。
1970年、撤退したアメリカ軍に代わり南ベトナム軍が使用した。

## 行政区画
以下の9坊5社から構成される。
- 第1坊（Phường 1）
- 第2坊（Phường 2）
- 第3坊（Phường 3）
- 第4坊（Phường 4）
- 第5坊（Phường 5）
- 第6坊（Phường 6）
- 第7坊（Phường 7）
- カインハウ坊（Khánh Hậu / 慶厚）
- タンタイン坊（Tân Khánh / 新城）
- アンヴィンガイ社（An Vĩnh Ngãi / 安永義）
- ビンタム社（Bình Tâm / 平心）
- フオントーフー社（Hướng Thọ Phú / 向壽富）
- ロイビンニョン社（Lợi Bình Nhơn / 利平仁）
- ニョンタインチュン社（Nhơn Thạnh Trung / 仁盛中）